# لوكاس دوس سانتوس
لوكاس دوس سانتوس (بالإسبانية: Lucas dos Santos)‏ هو لاعب كرة قدم بيروفي، ولد في 8 مايو 1995 في ليما في بيرو. لعب مع فورتونا كولن.